# Ce n’était qu’un rêve
A Ce n’était qu’un rêve (magyarul Csak egy álom) Céline Dion debütáló kislemeze, mely 1981. június 19-én jelent meg Québecben. A dal az énekesnő 1981 novemberében megjelent La voix du bon Dieu című első albumára került rá. A dal szerzője Céline Dion, az édesanyja, és bátyja, Jacques.
Dion 1981. június 19-én először lépett nyilvánosság elé, amikor ezt a dalt adta elő egy népszerű québeci talk show-ban. Szeptember 5-én a dal felkerült a québeci kislemezlistára, öt héten át szerepelt is rajta, legjobb helyezése a 14. hely volt. Franciaországban is ez a lemez volt Dion első kislemeze, melyet 1982-ben adtak ki.
Az énekesnő karrierje során azóta számos alkalommal adta elő ezt a dalt. Több lemezére, CD-jére és DVD-jére is rákerült.

## Dalok listája
Kanadai megjelenés
1. "Ce n’était qu’un rêve" – 3:52
2. "Ce n’était qu’un rêve" (instrumentális) – 3:52

Francia megjelenés
1. "Ce n’était qu’un rêve" – 3:52
2. "L’amour viendra" – 4:20